# مجلة أرجيا

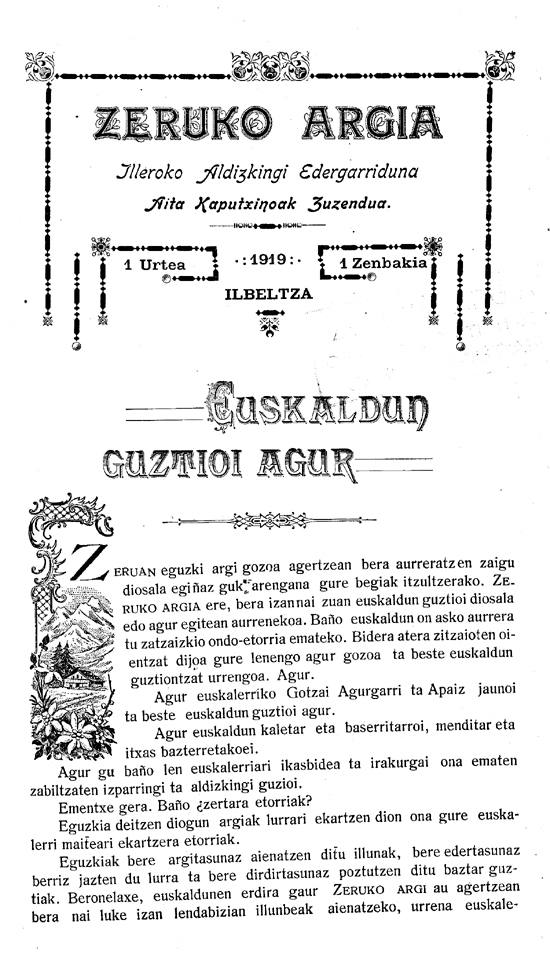
زيروكو أرجيا

أرجيا هي مجلة إخبارية أسبوعية تصدر باللغة الباسكية، وهي أقدم مجلة لا تزال متداولة. يقع مكتبهم الرئيسي في لاسارتي أوريا، إقليم الباسك.
كان اسمها زيروكو أرجيا  من عام 1919 إلى عام 1921 ومن عام 1963 إلى عام 1980، و أرجيا from 1921 to 1936Argia من عام 1921 إلى عام 1936 ومن عام 1980 إلى الوقت الحاضر. اضطرت إلى وقف نشاطها بسبب الحرب الأهلية الإسبانية في عام 1936، ولم يكن من الممكن نشرها مرة أخرى حتى عام 1963، عندما رفعت إسبانيا الفرانكوية الحظر المفروض على المنشورات باللغة الباسكية.
```
 
[
2
]
```

كان الصحفيون العاملون فيأرجيا هم الذين أنشأوا في عام 1990 صحيفة يوسكالدونون إيجونكاريا,وهي صحيفة الباسكية التي تم إغلاقها في عام 2003 بناءً على أوامر من خوان ديل أولمو — وهو قاضي إسباني في المحكمة الوطنية على أساس اتهامات مدفوعة "برؤية ضيقة وخاطئة". والتي بموجبها يتم الترويج و/أو التحكم في كل ما يتعلق باللغة الباسكية وبالثقافة في تلك اللغة بواسطة إيتا.
."

## روابط خارجية
- Argia.eus
- Argia English
- Argia's multimedia channel